# David Galula
David Galula (Sfax, 10 gennaio 1919 – Arpajon, 11 maggio 1967) è stato un militare e scrittore francese di origini tunisine, teorico della contro-insurrezione.

## Biografia
Nato nel 1919 in Tunisia e proveniente da una famiglia di commercianti ebrei tunisini, David Galula ottiene la naturalizzazione francese nel 1929 e cresce in Marocco, ove frequenta il Liceo Lyautey di Casablanca. Prematuramente scomparso all’età di 48 anni, è autore di un romanzo picaresco ispirato dalla propria esperienza in Cina, pubblicato sotto lo pseudonimo di Jean Caran, che descrive i metodi utilizzati dai cinesi per aggirare le restrizioni dei colonizzatori britannici, metaforicamente “tirando i baffi della tigre” inglese.
Di ritorno dalla guerra d’Algeria, durante la quale ha partecipato alle operazioni militari, David Galula si trasferisce negli USA, ove teorizza un approccio di tipo completamente nuovo della contro-insurrezione. Lontano dalle logiche correnti dalla guerra anti-sovversiva, egli sostiene che la principale posta in gioco è costituita dalla conquista del sostegno della popolazione, piuttosto che dall’eliminazione delle forze insorgenti.
Secondo quanto scrive il quotidiano francese Figaro nel 2008, e dunque a oltre quarant’anni dalla scomparsa, per quanto “poco conosciuto all’epoca in Francia, gli studi di Galula hanno in compenso fortemente influenzato la comunità militare americana, che considera quest’ufficiale come il principale stratega francese del XX secolo. ‘Il Clausewitz della contro-insurrezione’, giunge a scrivere David Petraeus, comandante in capo delle forze statunitensi in Iraq e, successivamente, in Afghanistan”. Galula è del resto uno dei tre referenti menzionati nel manuale contro-insurrezionale adottato dall’esercito USA.

## Carriera militare
Compie i suoi studi a Saint-Cyr, nella promotion n° 126 dell’Alleanza Franco-Britannica del 1939-1940.
Mobilitato all’inizio del secondo conflitto mondiale, è richiamato ad Aix-en-Provence dopo l’Armistizio del 22 giugno 1940 per terminare la propria formazione, ma, in seguito all’applicazione delle leggi razziali contro gli ebrei, è radiato dall’esercito nel 1941 e fa ritorno in Marocco. Nel 1943 è reintegrato nella fanteria coloniale, nei ranghi della quale partecipa alla Liberazione della Francia, venendo ferito durante i combattimenti presso l’Isola d’Elba.
Dopo la fine delle ostilità, nel 1945, è al seguito del colonnello Jacques Guillermaz in Cina, ove quest’ultimo è stato nominato addetto militare d’ambasciata. Nel corso della Rivoluzione Popolare, Galula è fatto prigioniero dalle truppe comuniste, e successivamente liberato grazie all’intercessione dei rappresentanti degli USA. Presso Nankino, al tempo capitale della Cina nazionalista del generale Chang Kai Chek, incontra nel 1948 la sua futura moglie Ruth Morgan, diplomatica dell’ambasciata statunitense. Durante questo periodo, Galula studia le teorie rivoluzionarie di Mao Tze Tung. Ancora nel 1948, è inviato in qualità di osservatore delle Nazioni Unite nei Balcani, dove ha modo di assistere alla guerra civile greca. Dal 1952 al febbraio 1956, è aggregato al consolato francese di Hong Kong. Conosce, nelle Filippine, il futuro responsabile della contro-insurrezione americana, il generale Edward Lansdale, allora in procinto di trionfare contro l’insurrezione comunista degli Hukbalahap ; ed in Indocina il generale Raoul Salan, comandante delle truppe francesi dal gennaio 1952 al maggio 1953.
Dall’agosto 1956 all’aprile 1958, comanda in Algeria la 3ª compagnia del 45º Battaglione di Fanteria Coloniale. Nel settore del quale è a capo, in Cabilia, applica i metodi contro-insurrezionali che ha tratto dalle sue precedenti esperienze ed osservazioni. I risultati che ottiene vengono notati dallo Stato Maggiore, ed il suo avanzamento nella gerarchia militare, sino a quel momento piuttosto lento, subisce una brusca accelerazione. Invitato a tenere conferenze all’estero, è successivamente incorporato nello Stato Maggiore della Difesa Nazionale.
Terminerà la sua carriera con il grado di Tenente Colonnello.

## Vita civile
Grazie all’intervento del generale americano William Westmoreland (futuro comandante generale delle truppe statunitensi in Vietnam), che ne riconosce il talento intellettuale e ne apprezza la profonda capacità di analisi, David Galula ottiene un posto ad Harvard al fianco di Henry Kissinger, futuro Segretario di Stato, del quale diviene amico. Rientrerà in seguito in Francia, e quindi lavorerà per la NATO in Gran Bretagna.
Nel 1962, chiede la messa in congedo non retribuita per tornare negli USA, ove ha ottenuto un incarico come ricercatore associato presso l’Università di Harvard. Redige in questo periodo le sue due opere fondamentali relative alla propria esperienza militare ed alla concezione del combattimento che innerva la sua visione strategica, pubblicate grazie all’intervento della RAND Corporation.
La comunità militare americana lo considera oggi come uno dei principali strateghi francesi del XX secolo, accanto a Roger Trinquier (al pari di Galula, già ufficiale dell’esercito francese attivo sia durante la campagna d’Indocina, sia nel lungo conflitto d’Algeria) e Bernard B. Fall. Il generale Petraeus, autore della prefazione all’edizione francese di “Contre-insurrection: Théorie et pratique” riconosce di essersi ispirato alle teorie di Galula durante il conflitto iracheno.
Gli studi di David Galula, per molto tempo dimenticati, sono rimasti custoditi negli archivi sino al 2003. Nel 2005, durante la guerra in Iraq, gli americani, trovandosi impantanati in un conflitto di tipo insurrezionale che stentavano a controllare, e posti quindi dinanzi alla necessità di dotarsi rapidamente di un repertorio teoretico specifico, riscoprirono le analisi di Galula. Questi testi sono oggi considerati di tale importanza che il loro studio è materia d’obbligo per gli allievi ufficiali.

## Linee teoriche
Galula descrive le sue esperienze in due opere fondamentali, “Pacification en Algérie” e “Counterinsurgecy Warfare: Theory and Practice”, entrambe originariamente pubblicate in lingua inglese negli anni 1963-’64, nelle quali egli analizza osservazioni ed esperienze compiute durante i conflitti di Indocina, Grecia e Algeria, nonché nel corso della Rivoluzione Popolare Cinese, tracciando una classificazione sistematica di situazioni più o meno favorevoli alla guerra rivoluzionaria, concentrando il focus dell’analisi sia dal punto di vista delle forze sovversive (insurgent), sia da quello della controparte lealista (counterinsurgent). Sulla scorta della fondamentale osservazione di Mao Tze Tung, che considera la guerra rivoluzionaria “politica per l’80% e militare solo per il 20%”, Galula propone quattro principi fondamentali per la pratica contro-insurrezionale:
1.	L’obiettivo della guerra è primariamente la conquista del supporto della popolazione, e non quello del territorio.
2.	La maggior parte della popolazione si manterrà neutrale durante il corso del conflitto; il supporto delle masse può essere ottenuto con l’ausilio di una attiva minoranza amichevole.
3.	Il sostegno della popolazione può essere perduto. Essa dovrà essere adeguatamente protetta per indurla a cooperare senza timore di rappresaglie della parte avversa.
4.	Il controllo dell’ordine pubblico dovrà essere ottenuto progressivamente; mediante la rimozione o l’allontanamento di elementi ostili; guadagnando la fiducia della popolazione; ed infine rinforzando le posizioni mediante la costruzione di infrastrutture e l’instaurazione di relazioni amichevoli di lungo termine con le masse. Ciò dovrà essere compiuto progressivamente, una zona dopo l’altra, utilizzando un territorio pacificato come base operativa per conquistare le aree confinanti.
Le leggi generali postulate da Galula tengono nel debito conto, riconoscendone l’importanza, l’idea fondamentale espressa da Mao Tze Tung mediante un suggestivo parallelismo: “Il popolo è il mare all’interno del quale il rivoluzionario nuota come un pesce”. Galula asserisce dunque che:
“La vittoria [in ambito contro-insurrezionale] non coincide con la distruzione in una data zona delle forze sovversive e della loro organizzazione politica […] La vittoria è piuttosto l’isolamento permanente del sovversivo dalla popolazione, isolamento non imposto mediante l’impiego della forza, bensì mantenuto dalla e con la popolazione stessa […]  Nella guerra convenzionale, la forza è valutata secondo criteri squisitamente militari, o tramite altri criteri tangibili, quali il numero delle divisioni, la posizione che esse mantengono, le risorse industriali ecc. Nella guerra rivoluzionaria, la forza dovrà essere valutata in base al maggiore o minore sostegno garantito della popolazione alle organizzazioni politiche radicali. Il sovversivo raggiunge una posizione di forza quando il suo potere è pienamente inserito in un'organizzazione politica espressa e sostenuta dalla popolazione.”
Procedendo da questi quattro principî basilari, Galula elabora una strategia politica e militare applicabile ad una zona sotto totale controllo sovversivo:
Entro un’area selezionata:
1.	Concentrare forze armate sufficienti a distruggere od espellere il grosso dell’esercito sovversivo.
2.	Distaccare nell’area truppe sufficienti per fronteggiare il contrattacco in forze del nemico; installare le truppe nei paesi, villaggi, e città abitati dalla popolazione.
3.	Stabilire un contatto con la popolazione e controllarne i movimenti così da poter tagliare le linee di collegamento con i guerriglieri.
4.	Distruggere l’organizzazione politica sovversiva locale.
5.	Installare, per mezzo di elezioni, nuove autorità locali.
6.	Mettere alla prova queste autorità tramite l’assegnazione di compiti concreti. Rimpiazzare i deboli e gli incompetenti, concedendo pieno supporto ai leader attivi. Organizzare unità di autodifesa.
7.	Raggruppare ed educare i leader in un movimento politico nazionalista.
8.	Vincere o sopprimere i residui sovversivi.
Alcuni dei punti sopra esposti possono essere evitati, in zone solo parzialmente sotto controllo sovversivo, ed altri sono superflui in aree controllate dalle forze governative. Quindi l’essenza della guerra contro-insurrezionale e sintetizzata da Galula nella formula: “Costruire (o ri-costruire) una macchina politica dalla base della popolazione in su”.
Le opere teoriche di Galula, oltre che sul personale vissuto dell’autore, sono in larga parte fondate sulle lezioni tratte da 130 anni di politica coloniale francese, ed anche sugli scritti di autori quali Joseph-Simon Gallieni e Hubert Lyautey. Galula fu altresì influenzato da Jacques Guillermaz, con il quale dissentiva relativamente ai mezzi da impiegare nella conduzione della guerra controrivoluzionaria, ma che pure non di meno gli fu maestro durante il periodo di servizio in Cina durante la seconda metà degli anni ’40.